# Emma Scaunich
Emma Scaunich (* 1. März 1954 in Udine) ist eine ehemalige italienische Marathonläuferin.
1985 wurde sie Elfte beim IAAF-Weltcup-Marathon, 1986 Sechste beim Osaka Women’s Marathon und Siebte beim New-York-City-Marathon. 1987 wurde sie Achte in Osaka, kam bei den Leichtathletik-Weltmeisterschaften in Rom auf den 20. Platz und wurde Dritte beim Venedig-Marathon. Im Jahr darauf wurde sie Sechste in Osaka, Zwölfte beim Europacup-Marathon und Zweite beim Chicago-Marathon.
1989 wurde sie als Gesamtsiegerin in Venedig nationale Meisterin und Siebte in New York City, und 1990 wurde sie Vierte bei den Leichtathletik-Europameisterschaften in Split und verteidigte als Gesamtsiegerin bei der Maratona d’Italia ihren italienischen Meistertitel. Einem zwölften Platz beim Berlin-Marathon 1991 folgt kurz danach mit dem zweiten Gesamtplatz bei der Maratona d’Italia der dritte Meistertitel in Folge.
Bei den Olympischen Spielen 1992 in Barcelona lief sie auf Rang 18 ein, und in Venedig wurde sie erneut als Gesamtsiegerin nationale Meisterin.
1993 gewann sie den Barcelona-Marathon, mit dem Turin-Marathon zugleich die italienische Meisterschaft und wurde jeweils Sechste in Berlin und New York City. 1994 wurde sie Elfte beim Boston-Marathon.
Emma Scaunich gehörte zu den Klienten des Sportarztes Francesco Conconi.

## Persönliche Bestzeiten
- 10.000 m: 32:37,2 min, 18. Mai 1991, Rom
- Marathon: 2:29:46 h, 30. Oktober 1988, Chicago